# Rosalía Pareja Flores
Rosalía Pareja Flores (Priego de Córdoba, provincia de Córdoba, 1961) es una pianista de música clásica española.

## Biografía
Estudió en el Real Conservatorio Superior de Música de Madrid, en el Conservatorio Superior de Copenhague y en la Escuela de Música Manhattan de Nueva York. Es profesora de piano y repertorista de cantantes en el Conservatorio Profesional "Arturo Soria" de Madrid desde 1988.

## Premios
- Primer Premio en el IV Concurso Internacional de Piano Nueva Acrópolis, ahora Concurso Internacional de Piano Delia Steinberg, en Madrid (España), en 1985.[3]
- Primer Premio en el Concurso Permanente de Jóvenes Intérpretes, en Sevilla (España), en 1984.[4][5]